# Libythea cyniras
Espèce
Statut de conservation UICN

 EX ver 2.3 : Éteint
Libythea cyniras est une espèce d'insectes lépidoptères (papillons) qui appartient à la famille des Nymphalidae, à de la sous-famille des Libytheinae et au genre Libythea.

## Dénomination
Libythea cyniras a été nommé  par Roland Trimen en 1866.

## Description
Ce papillon, connu par très peu de spécimen présente un dessus marron roux orné de marques orange formant une bande irrégulière aux antérieures en retrait de l'apex et submarginale aux postérieures.

## Écologie et distribution
Libythea cyniras était endémique de l'ile Maurice.

### Protection
Libythea cyniras est déclaré éteint.